# Guhlen
Guhlen, niedersorbisch Gólin, ist ein bewohnter Gemeindeteil im Ortsteil Goyatz der Gemeinde Schwielochsee im Landkreis Dahme-Spreewald in Brandenburg.

## Lage
Guhlen liegt in der Niederlausitz etwa 14 Kilometer nordwestlich von Lieberose und etwa 22 Kilometer nordöstlich von Lübben. Umliegende Ortschaften sind Ressen im Nordosten, Goyatz im Osten, Mochow und der zur Gemeinde Spreewaldheide gehörende Ortsteil Waldow im Süden, Siegadel im Südwesten sowie die zur Gemeinde Märkische Heide gehörenden Ortsteile Glietz und Leibchel im Westen sowie Schuhlen im Nordwesten. Guhlen gehört zum amtlichen Siedlungsgebiet der Sorben/Wenden.
Guhlen ist über eine Gemeindestraße mit der etwa zwei Kilometer südlich verlaufenden Bundesstraße 320 verbunden.

## Geschichte
Das Dorf Guhlen wurde erstmals im Jahr 1517 als „Golin“ urkundlich genannt. Der Name stammt aus der sorbischen Sprache und bedeutet „kahle, unbewaldete Stelle“, beschreibt also eine Siedlung auf einer Lichtung. Weniger wahrscheinlich ist eine Erklärung des Namens mit einem früheren Grundbesitzer. Die Gemeinde selbst leitet auf einer Informationstafel am Dorfanger ihren Namen vom sorbischen „Gorlin“ ab und übersetzt es mit „Dorf hinter´m Wald“.
Im Dreißigjährigen Krieg suchten hier Bewohner aus der Region um Mochow Schutz. Sie errichteten einfache Hütten und betrieben Landwirtschaft und Fischfang.
Nach dem Wiener Kongress kam Guhlen als Teil der Niederlausitz an das Königreich Preußen. Dort lag der Ort im Landkreis Lübben im Regierungsbezirk Frankfurt. Am 25. Juli 1952 wurde die Gemeinde dem neu gebildeten Kreis Lübben im Bezirk Cottbus zugeordnet. Am 1. Januar 1974 wurde Guhlen mit der Gemeinde Goyatz zu der neuen Gemeinde Goyatz-Guhlen zusammengeschlossen.
Nach der Wende lag diese Gemeinde im Landkreis Lübben in Brandenburg. Am 1. Oktober 1992 schloss Goyatz-Guhlen sich dem Amt Lieberose an. Nach der brandenburgischen Kreisreform vom 6. Dezember 1993 kam die Gemeinde schließlich zum neu gebildeten Landkreis Dahme-Spreewald. Zum 1. Juni 1997 wurde Siegadel eingemeindet und die Gemeinde in Goyatz umbenannt. Am 26. Oktober 2003 wurde Guhlen als Teil der Gemeinde Goyatz zusammen mit den Gemeinden Jessern, Lamsfeld-Groß Liebitz, Mochow, Ressen-Zaue und Speichrow zu der neuen Gemeinde Schwielochsee zusammengeschlossen. Zeitgleich fusionierte das Amt Lieberose mit dem Amt Oberspreewald zum Amt Lieberose/Oberspreewald. Guhlen wurde infolgedessen zu einem Gemeindeteil herabgestuft.

## Bevölkerungsentwicklung
| 1875 | 210 | 1910 | 185 | 1933 | 160 | 1946 | 245 | 1964 | 144 |
| 1890 | 191 | 1925 | 173 | 1939 | 156 | 1950 | 214 | 1971 | 136 |

## Wirtschaft
Im Jahr 2017 wurde eine Förderbewilligung für Öl und Gas bei Guhlen erteilt. Bis Anfang 2018 erfolgten zwei Erkundungsbohrungen. Voraussetzung für eine künftige Öl- und Gasförderung aber sind ein entsprechendes noch durchzuführendes Raumordnungs- und ein anschließendes erfolgreiches Planfeststellungsverfahren.

## Nachweise
1. ↑  Gemeinde- und Ortsteilverzeichnis. In: geobasis-bb.de. Landesvermessung und Geobasisinformation Brandenburg, archiviert vom Original (nicht mehr online verfügbar) am 16. August 2017; abgerufen am 27. Oktober 2017.  Info: Der Archivlink wurde automatisch eingesetzt und noch nicht geprüft. Bitte prüfe Original- und Archivlink gemäß Anleitung und entferne dann diesen Hinweis.
2. ↑  Reinhard E. Fischer: Die Ortsnamen der Länder Brandenburg und Berlin: Alter – Herkunft – Bedeutung. be.bra Wissenschaft, 2005, S. 71.
3. ↑  Informationstafel: Guhlen und seine Geschichte, am Dorfanger, April 2020.
4. ↑  Guhlen im Geschichtlichen Ortsverzeichnis. Abgerufen am 27. Oktober 2017.
5. ↑  Historisches Gemeindeverzeichnis des Landes Brandenburg 1875 bis 2005. (PDF; 331 kB) Landkreis Dahme-Spreewald. Landesbetrieb für Datenverarbeitung und Statistik Land Brandenburg, Dezember 2006, abgerufen am 27. Oktober 2017.
6. ↑  Joachim Göres: Deutlich weniger Erdöl aus Kietz in Märkische Oderzeitung vom 14. März 2018, S. 7